# 1,2-ジヒドロキシナフタレンジオキシゲナーゼ
1,2-ジヒドロキシナフタレンジオキシゲナーゼ（1,2-dihydroxynaphthalene dioxygenase）は、次の化学反応を触媒する酸化還元酵素である。
1,2-ジヒドロキシナフタレン + O2 {\displaystyle \rightleftharpoons } 2-ヒドロキシ-2H-クロメン-2-カルボン酸
反応式の通り、この酵素の基質は1,2-ジヒドロキシナフタレンとO2、生成物は2-ヒドロキシ-2H-クロメン-2-カルボン酸である。
組織名は1,2-dihydroxynaphthalene:oxygen oxidoreductaseで、別名に1,2-DHN dioxygenase、DHNDO、1,2-dihydroxynaphthalene oxygenaseがある。